# Gonioctena tatesinensis
Gonioctena tatesinensis is een keversoort uit de familie bladkevers (Chrysomelidae). De wetenschappelijke naam van de soort werd in 2007 gepubliceerd door Takizawa.